# Johann Latermann
Johann Latermann (* 2. Juli 1620 in Gellershausen; † 1662 in Österreich) war ein deutscher lutherischer Theologe.

## Leben
Johann Latermann wurde am 2. Juli 1620 in Gellershausen bei Coburg als Sohn eines dortigen Geistlichen geboren. Kurz nach seiner Geburt wurde der Vater nach Quedlinburg versetzt, sodass Latermann hier vorgebildet wurde und schließlich zum Theologiestudium die Universität Helmstedt bezog, später auch die Universität Rostock. Durch seine Erscheinung konnte er sich einschmeicheln und so bereits in dieser Zeit jungen Alters Möglichkeiten erhalten, die sonst nur älteren Menschen offenstanden, was dafür sorgte, dass diese neidisch auf Latermann herabblickten. Dieser disputierte schon 1643 bei Georg Calixt und erhielt so den Magistergrad. Außerdem fand er in Herzogin Anna Sophia von Brandenburg, die mit Calixt angefreundet war, eine Gönnerin. Diese hatte in Schöningen ein Lyzeum gegründet, an dem Latermann vermutlich Lehrer war und vor der Herzogin predigen konnte. Dank ihr nahm er ferner am Thorner Religionsgespräch teil. Das Gespräch artete aber mit der Zeit in Streitereien aus und Latermann zog nach Königsberg, wohin die Herzogin wegen einer Hochzeit ihrer Nichte hingegangen war und Latermann vermutlich eingeladen hatte. Dabei beeindruckte der 25-jährige Latermann als Hofprediger vor der Herzogin und dem Kurfürsten letzteren derart, dass er ihn 1647 zum außerordentlichen Theologieprofessor an die Albertus-Universität Königsberg berief. Am 22. Juli 1647 wurde Latermann an der Universität Rostock zum Doktor der Theologie promoviert.
An der Universität setzte sich der Calixt-Kritiker Cölestin Myslenta gegen diesen wichtigen Calixt-Schüler ein. Als Latermann eine Stelle als Kaplan oder Diakon an der Kirche der Altstadt angeboten wurde, lehnte die Gemeinde diesen auf Myslentas Betreiben letztendlich ab. Darüber hinaus wies er in dessen Disputation von 1646 de aeterna dei praedestinatione angebliche Irrlehren nach. Andere von Myslenta eingeweihte Geistliche wollten Latermann zudem bei der Obrigkeit anklagen. Dessen Wahl bei der Gemeinde wäre positiv ausgegangen, er brach allerdings seine Bewerbung schließlich ab, schließlich ernannte ihn der Kurfürst zum zweiten Schlossprediger. Myslenta ging inzwischen weiter gegen Latermann und dessen Gesinnungsgenossen vor. So ließ er Latermanns durch ihn umstritten gemachte Disputation an andere theologische Fakultäten schicken, um sie zu zensieren. Bei dem Streit ging es insgesamt um Latermanns der lutherischen Orthodoxie gemäße Gesinnung. Die meisten Wittenberger unterstützten ihn, da sie der Orthodoxie zugewandt waren. Schließlich gipfelte die Angelegenheit in einem Streit zwischen Helmstedt und Königsberg, in dessen Folge man heftige Streitschriften austauschte. Der Streit endete ab 1657, da Latermann als Superintendent nach Derenburg berufen wurde und Myslenta im Folgejahr verstarb. 
Als es ruhiger um ihn geworden war, ging er als Feldprediger nach Österreich, wo er 1662 starb. Im Nachhinein wurde über ihn negativ geurteilt; die Bewohner Helmstedts, die zwar seine Gesinnung geteilt hatten, waren mit seinem Charakter nicht einverstanden, Calixt bereute es, seinen Schüler weiterempfohlen zu haben, und sein Helmstedter Lehrer Konrad Hornejus hatte ihm mitgeteilt, aus ihm werde kein guter Mensch.